# Hoplia nakanei
Hoplia nakanei är en skalbaggsart som beskrevs av Miyake 1986. Hoplia nakanei ingår i släktet Hoplia och familjen Melolonthidae. Inga underarter finns listade i Catalogue of Life.